# The Big Pink
I The Big Pink sono un gruppo musicale di rock elettronico britannico attivo dal 2007.

## Storia del gruppo
Il gruppo si è formato a Londra per iniziativa di Robbie Furze. Il nome del gruppo deriva dall'album Music from Big Pink dei The Band.
Il primo singolo della band, pubblicato nel 2008, è Too Young to Love.
Nel febbraio 2009 è stato siglato un contratto discografico con l'etichetta indipendente 4AD e nel settembre dello stesso anno è stato pubblicato l'album d'esordio A Brief History of Love.
Il secondo album del gruppo Future This è stato prodotto da Paul Epworth e pubblicato nel gennaio 2012.

## Formazione
Attuale
- Robertson "Robbie" Furze - voce, chitarra, programmazioni
- Dave Mc Cracken - tastiere, programmazioni
- Mary Charteris - voce

Ex membri
- Milo Cordell - programmazioni, tastiere, sintetizzatore, voce

## Discografia
Album studio
- 2009 - A Brief History of Love
- 2012 - Future This